# Поки божеволіє мрія
«Поки божеволіє мрія» (рос. «Пока безумствует мечта») — радянська музична комедія режисера Юрія Горковенка, знята в 1978 році за сценарієм Василя Аксьонова.

## Сюжет
Фільм присвячений першим авіаторам Росії. Провінційний некомплексуючий юнак Юра Отвьорткін, який приїхав до Петербурга з твердим наміром стати авіатором, видає себе за знаменитого повітроплавця Івана Піраміду. Але незвичайна схожість героя з терористом, за яким давно полюють детективи, ускладнює шлях до мети.

## У ролях
- Микола Караченцов —  Юрій Отвьорткін / Іван Піраміда
- Любов Реймер —  Лідія Задорова, жінка-авіатор
- Еммануїл Віторган —  Валеріан Брутень, «король північного неба»
- Микола Гринько —  Павло Казарін, авіаконструктор
- Леонід Куравльов —  Батько Ілля, він же поет Ілля Царьовококшайський
- Михайло Боярський —  Джеггер, американський пілот
- Олег Анофрієв —  Такао-хара, японський пілот
- Сергій Мигицко —  Луї Пейзак, французький пілот
- Володимир Басов —  Теодор Отсебятніков, нудьгуючий багач, він же полковник охоронки
- Ролан Биков —  Панкратьєв, права рука Теодора Отсебятнікова
- Віктор Павлов —  Щетінкин, купець з нестійкою психікою
- Євген Стеблов —  Ширінкин, права рука Щетінкина
- Сергій Філіппов —  генерал охоронки
- Кахі Кавсадзе —  Фон Браульбарс, головний аерогенерал
- Артем Карапетян —  бухарський емір
- Іван Рижов —  Тихонич, механік літальних апаратів
- Григорій Маліков —  Яша
- Віктор Чеботарьов —  Міша
- Лев Кубарєв —  Кеша
- Микола Парфьонов —  батько Отвьорткіна
- Любов Соколова —  мати Отвьорткіна
- Сергій Никоненко —  поліцмейстер
- Людмила Шагалова —  мадам Абажюр
- Гурген Тонунц —  Рзазрой-ага
- Віктор Філіппов —  граф Аладушкин
- Галина Комарова —  Вава Зінгер
- Гражина Байкштіте —  баронеса Віра фон Вірен
- Еммануїл Геллер —  банкір
- Володимир Фірсов —  людина в пончо

## Знімальна група
- Режисер:  Юрій Горковенко
- Сценарист:  Василь Аксьонов
- Оператор-постановник:  Анатолій Мукасей
- Композитор:  Геннадій Гладков
- Художники:  Аліна Спешнєва, Микола Серебряков
- Звукооператори: Володимир Бахмацький,  Віктор Бабушкин